# Open Castilla y León 2001
L'Open Castilla y León 2001 è stato un torneo di tennis facente parte della categoria ATP Challenger Series nell'ambito dell'ATP Challenger Series 2001. Il torneo si è giocato a Segovia in Spagna dal 30 luglio al 5 agosto 2001 su campi in cemento.

## Vincitori

### Singolare
Juan Ignacio Chela ha battuto in finale  Oleg Ogorodov con il punteggio di 6–2, 6–3

### Doppio
Wesley Moodie /  Shaun Rudman hanno battuto in finale  Neville Godwin /  Marcos Ondruska con il punteggio di 7–6(5), 6–3